# Federico Chiostri
Federico Chiostri (San Nicolas de los Arroyos, 22 de febrero de 1999), más conocido como Fede Chiostri, es un jugador profesional de pádel argentino, que ocupa actualmente la 14.ª posición del ranking A1 Pádel.
Su mejor año a nivel profesional fue 2021, un año en el que logró ser nº1 del mundo junto a su compañero Gonza Alfonso. Esta pareja terminaría separándose en septiembre de 2022 tras más de 4 años juntos.

## Títulos

### A1 Pádel
| N.º | Año  | Torneo     | Pareja          | Oponentes en la final              | Resultado       |
| --- | ---- | ---------- | --------------- | ---------------------------------- | --------------- |
| 1   | 2021 | Cancún     | Gonzalo Alfonso | Maximiliano Arce Franco Dal Bianco | 6-3 / 6-4       |
| 2   | 2021 | Lisboa     | Gonzalo Alfonso | Julio Julianoti Stefano Flores     | 6-4 / 6-4       |
| 3   | 2021 | Kungsbacka | Yain Melgratti  | Julio Julianoti Stefano Flores     | 6-3 / 6-3       |
| 4   | 2021 | Sevilla    | Gonzalo Alfonso | Yain Melgratti Miguel Oliveira     | 6-2 / 3-6 / 6-3 |